# خورچان
خورچان روستایی در بخش جلگه استان اصفهان ایران است.
این روستا در جوار رودخانه زاینده‌رود در فاصله ۵۵ کیلومتری شرق شهر اصفهان قرار دارد. این روستا در حاشیه جاده اصفهان ورزنه واقع شده و دارای آب وهوای گرم و خشک می‌باشد شغل اصلی ساکنان روستا کشاورزی و دامداری است؛ و عمده محصولات کشاورزی این روستا گندم و جو می‌باشد.

## جمعیت
بر پایه سرشماری عمومی نفوس و مسکن در سال ۱۳۹۵ جمعیت این روستا ۴۸۲ نفر (۱۶۳خانوار) بوده‌است.